# بومية (الجزائر)
بومية، بلدة وبلدية تابعة لدائرة المعذر في ولاية باتنة بالجزائر.

## موقع الجغرافي
تقع شمال شرق باتنة، على بُعد 35 كلم من مقر الولاية و13 كلم من مقر الدائرة، عند تقاطع الطريقين الولائيين 26 و165 أ، وتبعد 30 كلم عن الطريق الوطني رقم 03. يحدها شمالًا أولاد زواي، جنوبًا المعذر والشمرة، شرقًا بولهيلات، وغربًا جرمة وعين ياقوت.